# Chironomus mongolgeheus
Chironomus mongolgeheus är en tvåvingeart som beskrevs av Sasa och Suzuki 1997. Chironomus mongolgeheus ingår i släktet Chironomus och familjen fjädermyggor. Inga underarter finns listade i Catalogue of Life.